# Галеаццо II Вісконті
Галеаццо II (*Galeazzo II, бл. 1320/1321 — 4 серпня 1378) — сеньйор Мілану в 1354—1378 роках.

## Життєпис

### Молоді роки
Походив з династії Вісконті. Син Стефано Вісконті, графа Арони, та Валентини Доріа з Генуї. Молоді роки провів у містах Арона і Мілан. У 1337 році втратив батька. Після цього остаточно перебрався до Мілана.
У липні 1340 року Галеаццо разом з братами Маттео і Бернабо брав участь у змові проти своїх стрийків Лукіно і Джованні, що правили Міланом. Змову було викрито, а Галеаццо разом з братами вигнано з Мілана.
У 1343 році Галеаццо перебрався до графства Ено. 1346 році знову разом з братами влаштував заколот проти Лукіно Вісконті, проте невдало. За наказом стрийко заслано до Фландрії, звідси здійснив прощу до Єрусалима.
Після смерті Лукіно в 1349 році архієпископ Джованні Вісконті зробився одноосібним правителем Мілана, дозволив своїм Галеаццо і братам повернутися і зробив їх своїми спадкоємцями. У 1350 році Галеаццо одружився з донькою графа Савойського.

### Сеньйор
Після смерті Джованні Вісконті в 1354 році розділив володіння останнього з братами, при цьому Галеаццо отримав міста Комо, Новара, Верчеллі, Асті, Альбу, Тортон, Алессандрію і Віджевано.
У 1355 після смерті старшого брата Маттео, якого, можливо, отруїв разом з іншим братом), Галеаццо успадкував західну частину Ломбардії. Того ж року разом з братом Бернабо купив за 150 тис. флоринів у імператора Карла IV посаду імператорського вікарія. 
1356 року військам Галеаццо II вдалося відбити напад на свої володіння Антивісконтської ліги. У 1359 році Галеаццо II відновив свою владу над Павією. Того ж року померла його мати.
В 1360 році Галеаццо за активної участі свого шурина Амадея VI, графа Савої одружив свого єдиного сина з донькою французького короля Іоанна II Доброго.
У 1361 році Галеаццо II разом з імператором Карлом IV Люксембургом заснував університет в Павії, який в наступні роки став  провідним освітнім закладом в Європі. Для цього Галеаццо II запрошував видатних науковців та літераторів, зокрема Джефрі Чосера з Англії, Франческо Петрарку. Крім того, за наказом Вісконті було зібрано велику бібліотеку, куди увійшли твори античних та сучасних йому авторів.
1362 року суттєво захворів на ревматоїдний артрит. Втім вирішив перенести свій двір до Павії. Протягом 1362—1363 років намагався владнати конфлікт між братом Бернабо та папським престолом, що було зроблено 1364 року. У 1367 році вступив у конфлікт з Папським престолом, війська якого очолив кардинал Альбоноз. Проте війна швидко закінчилася, але Альбоноз вимушений був залишити Італію.
В останні роки життя він частково відійшов від державних справ, передавши значну частину влади своєму синові Джан Галеаццо. У 1372 році, після смерті Іоанна II, маркграфа Монферрато, Галеаццо II вступив в боротьбу з графом Савойским за контроль над містом Асті. Це протистояння призвело до конфлікту з союзником Савойї, папою римським Григорієм XI, який відлучив від церкви обох братів Вісконті. Протягом 1375—1378 років Галеаццо II разом із братом вступив у коаліцію з Флорентійською та Сієнською республіками, яка вела тривалу війну проти папської держави (Війна восьми святих). За умовами мирної угоди 1378 року в Тіволі Мілан зберіг володіння, нічого не втративши.
Помер у 1378 році, його володіння успадкував єдиний син.

## Родина
Дружина — Б'янка, донька Аймона, графа Савойї
Діти:
- Джан Галеаццо (1351—1402), 1-й герцог Мілану
- Віоланта (1354—1382), дружина: 1) Лайонел Плантагенет, герцог Кларенс; 2) Оттоне II, маркграф Монферрата; 3) Луїджі Вісконті
- Марія (1352—1362)

Коханка — Магдалина да Лукіно
Діти:
- Беатріче (1350—1410), дружина Джованні Ангуїссоли
- Чезара (бл. 1350-д/н)